# Odile Sankara
Odile Sankara es una cantante, actriz, dramaturga y directora burkinesa.

## Biografía
Sankara es la presidenta de las Récréâtrales y hermana menor del fallecido líder revolucionario de Burkina Faso, Thomas Sankara.

## Carrera
Participó en la película de 2018 de Iara Lee, Burkinabè Rising: The art of The resistence in Burkina Faso.

## Filmografía
| Año    | Título           | Rol       | Notas                           | Ref.   |
| ------ | ---------------- | --------- | ------------------------------- | ------ |
| 2018   | Burkinabè Rising | Actriz    | Documental                      | [ 12 ] |
| 2012 - | Cara de África   | Directora | Serie de televisión, Documental | [ 14 ] |